# Tsai Ming-Yen
Tsai Ming-Yen (7 de enero de 1996) es un deportista taiwanés que compitió en judo. Ganó dos medallas de bronce en el Campeonato Asiático de Judo en los años 2012 y 2013.

## Palmarés internacional
| Representando a China Taipéi |                      |                   |           |
| Campeonato Asiático          |                      |                   |           |
| Año                          | Lugar                | Medalla           | Categoría |
| 2012                         | Taskent (Uzbekistán) | Medalla de bronce | –60 kg    |
| 2013                         | Bangkok (Tailandia)  | Medalla de bronce | –60 kg    |